# Vườn quốc gia Northumberland
Vườn quốc gia Northumberland là vườn quốc gia ở vùng xa nhất về phía bắc của nước Anh. Nó có diện tích hơn 1.030 km2 nằm giữa biên giới Scotland ở phía bắc vàtường Hadrian ở phía nam, và nó là một trong những vườn quốc gia có ít người sống và ít người đến tham quan nhất. Vườn quốc gia nằm hoàn toàn bên trong Northumberland, bao phủ khoảng một phần tư của hạt này. 
Vườn quốc gia nhà bao gồm nhiều khu vực riêng biệt. Ở phía bắc là đồi Cheviot, một dãy đồi đánh dấu biên giới giữa Anh và Scotland. Xa hơn về phía nam, những ngọn đồi nhường đường cho các khu vực đồng hoang, một số trong đó đã và đang được bao phủ bởi các đồn điền lâm nghiệp để tạo thành rừng Kielder. Phần cực nam của công viên bao gồm tường Hadrian, có niên đại từ sự chiếm đóng của người La Mã.
Lịch sử 10.000 năm của con người sinh sống trong khu vực này được khám phá thông qua nhiều địa điểm khảo cổ, di tích từ thời tiền sử gồm từ các di tích La Mã đến tháp Pele, được xây dựng để phòng thủ.
Biểu tượng của vườn quốc gia này là chim Numenius arquata

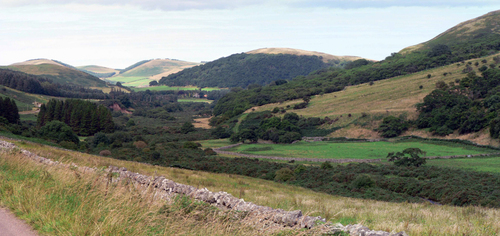
Thung lũng College nhìn từ đồi Cheviot

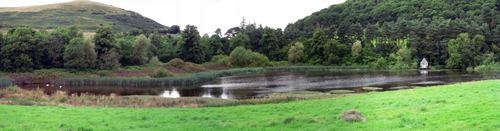
Hồ Hethpool

## Địa lý
Vườn Quốc gia Northumberland bao phủ một diện tích lớn ở phía Tây Northumberland và giáp hạt Cumbria và biên giới Scotland. Vườn quốc gia này bao gồm đồi Cheviot và giáp phía Nam Scotland, những ngọn đồi đôi khi được coi là một phần của Scotland. Một phần của rừng Kielder nằm trong vườn quốc gia. Rừng Kielder là rừng nhân tạo lớn nhất ở châu Âu và bao quanh hồ chứa nước Kielder.

## Bộ sưu tập ảnh
Năm 2013 hiệp hội bảo tồn quốc tế Bầu Trời Tối cấp phép trồng rừng cho khu vực. Nó là khu rừng lớn nhất được bảo vệ bởi Bầu Trời Tối ở châu Âu.

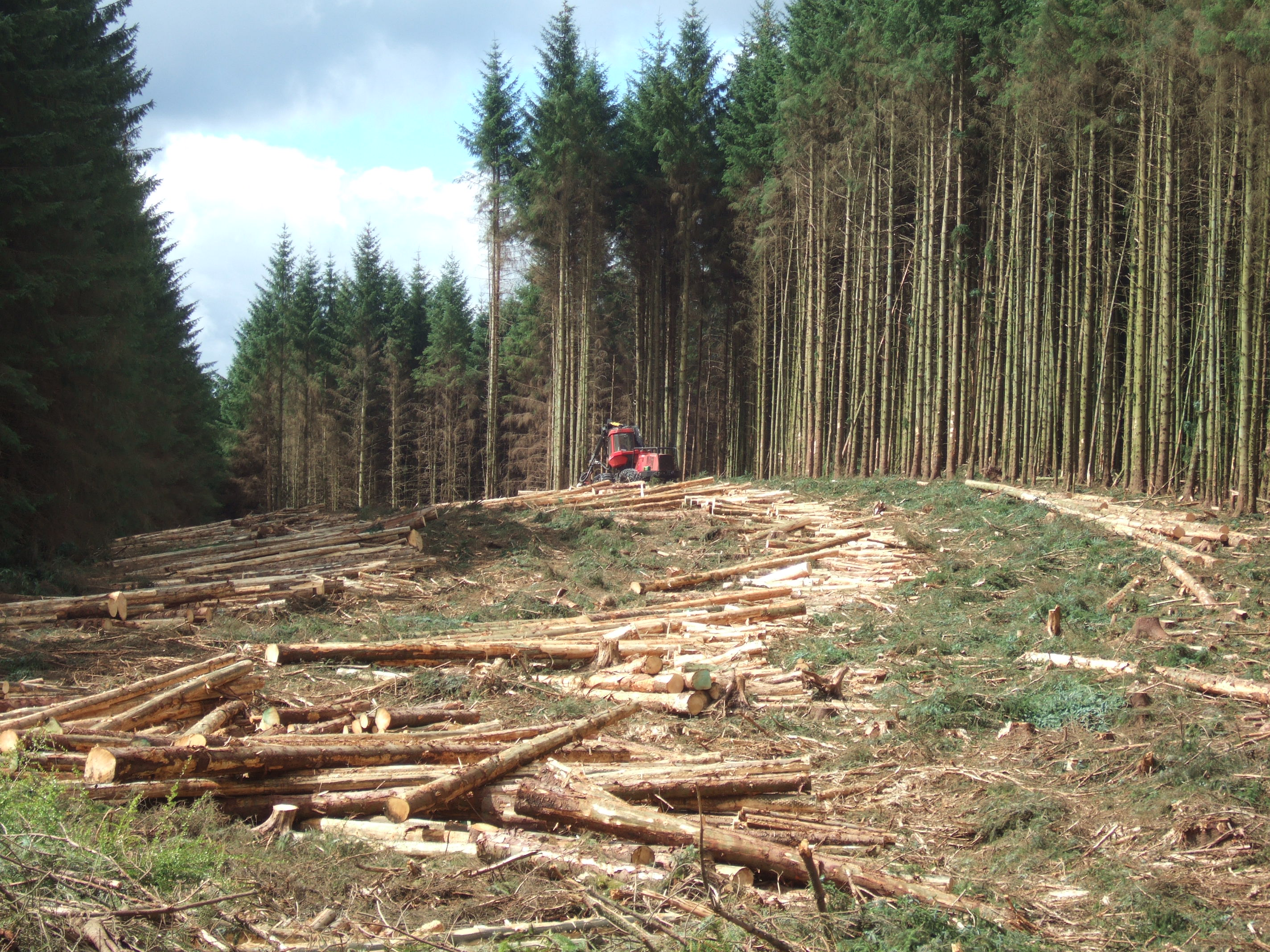
Thu hoạch gỗ ở phía nam của rừng.
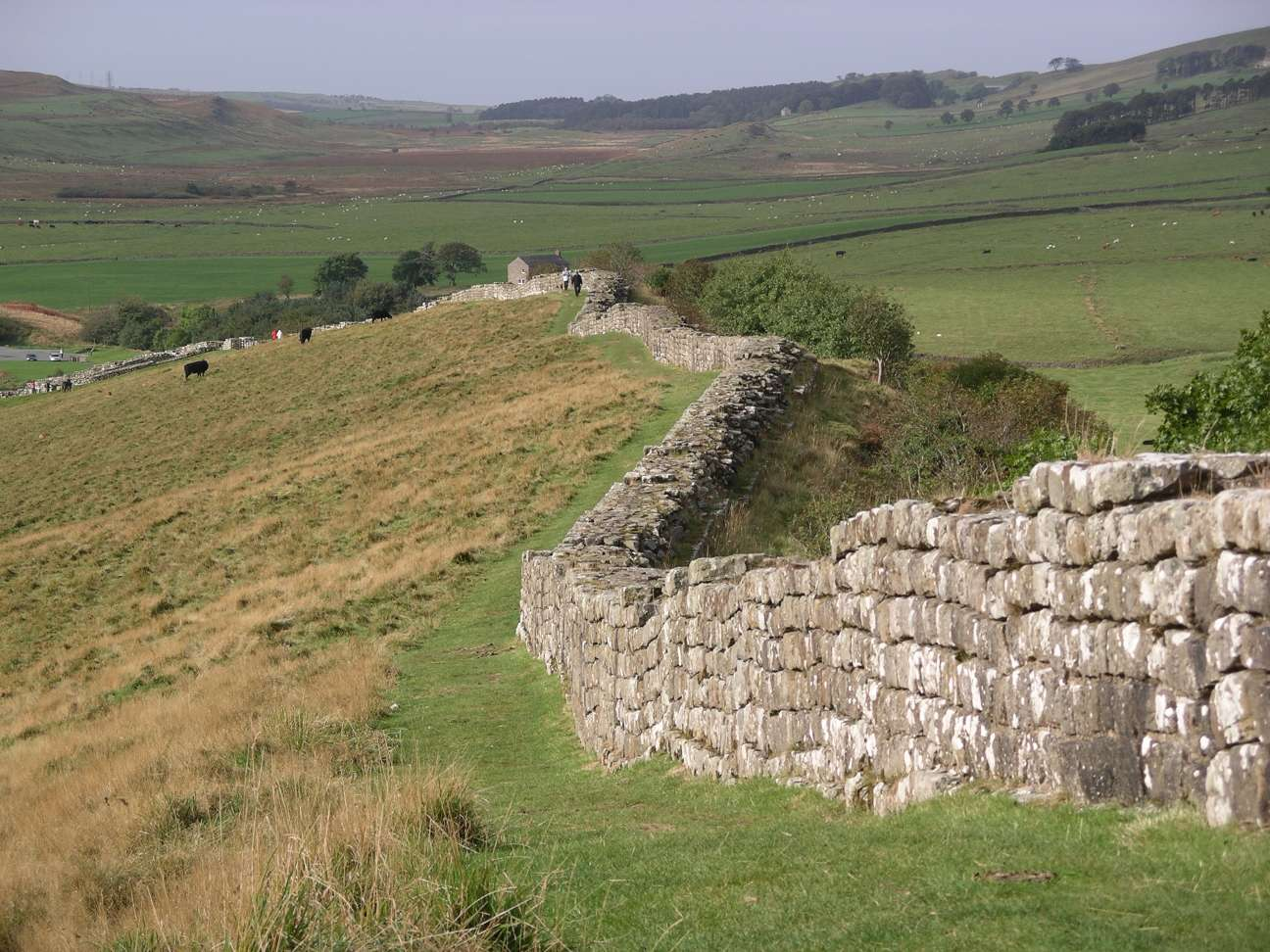
Tường Hadrian rất quan trọng về mặt lịch sử và là một phần nổi bật của vườn quốc gia.
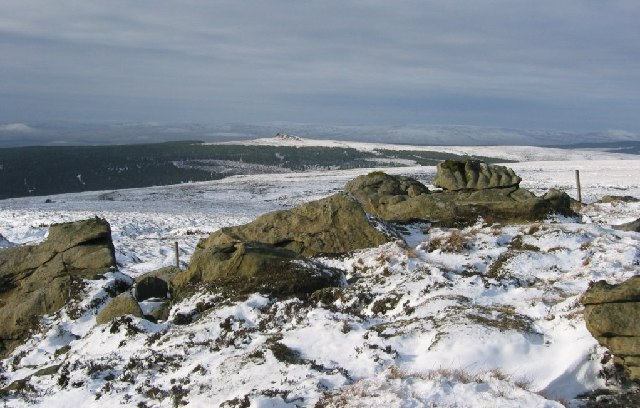
Sighty Cragg
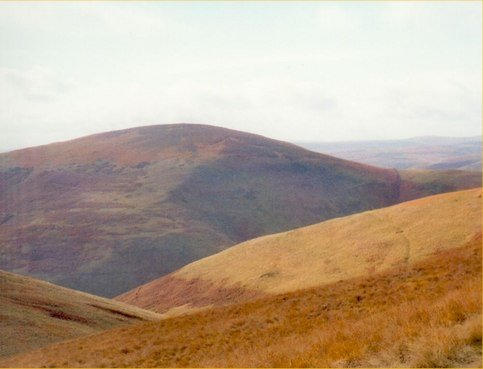
Shillhope Law